# 3554 Amun
3554 Amun је Атен астероид. Приближан пречник астероида је 2,48 ,
а средња удаљеност астероида од Сунца износи ,973 астрономских јединица (АЈ).
Инклинација (нагиб) орбите у односу на раван еклиптике је 23,362 степени, а орбитални период износи 350,986 дана (0,960 год). Ексцентрицитет орбите астероида износи 0,280.
Апсолутна магнитуда астероида износи 15,87 а геометријски албедо 0,128.
Астероид је откривен 4. марта 1986. године.